# Cicloidă

Cicloida (roşu) generată de un cerc care se rostogoleşte

O cicloidă este o curbă trasată de un punct fix de pe un cerc care se rostogolește pe o dreaptă.
Este un exemplu de ruletă, o curbă generată de o curbă care se rostogolește pe o altă curbă.
Cicloida este soluția problemei brahistocrone (adică este curba celei mai rapide descendențe sub acțiunea forței gravitaționale) și a problemei tautocrone (adică perioada de timp în care o bilă care se rostogolește în interiorul ei înainte și înapoi nu depinde de poziția inițială a bilei). 

## Istoric
Cicloida a fost studiată de Nicolaus Cusanus și mai târziu de Mersenne. A fost denumită astfel de către Galileo în 1599. În 1634, Gilles Personne de Roberval a arătat că aria de sub cicloidă este de trei ori mai mare decât aria cercului generator. În 1658, Christopher Wren a demonstrat că lungimea unei cicloide este de patru ori mai mare decât diametrul cercului generator. Cicloida a fost numită „Elena geometrilor” deoarece a cauzat certuri frecvente între matematicienii secolului al XVII-lea.

## Ecuații

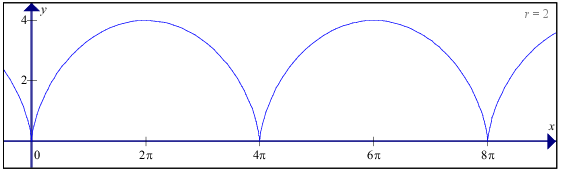
Graficul unei cicloide generate de un cerc cu raza r=2

Cicloida care trece prin origine, creată de un cerc cu raza r, este formată din punctele (x,y) cu
{\displaystyle x=r(t-\sin t)\,}
{\displaystyle y=r(1-\cos t)\,}
unde t este un parametru real, egal cu unghiul cu care este rotit cercul generator.
Această curbă este diferențiabilă peste tot cu excepția cuspidelor, unde se intersectează cu axa x, unde derivata tinde spre {\displaystyle \infty } sau {\displaystyle -\infty } în timp ce se apropie de cuspidă. Satisface ecuația diferențială
{\displaystyle \left({\frac {dy}{dx}}\right)^{2}={\frac {2r-y}{y}}}

## Suprafață
Un arc al unei cicloide generat de un cerc cu raza {\displaystyle r\,} poate fi parametrizat 
{\displaystyle x=r(t-\sin t)\,}
{\displaystyle y=r(1-\cos t)\,}
cu 
{\displaystyle 0\leq t\leq 2\pi }.
Deoarece
{\displaystyle {\frac {dx}{dt}}=r(1-\cos t)}
găsim că aria de sub arc este
{\displaystyle A=\int _{t=0}^{t=2\pi }y\,dx=\int _{t=0}^{t=2\pi }r^{2}(1-\cos t)^{2}\,dt=\left.r^{2}\left({\frac {3}{2}}t-2\sin t+{\frac {1}{2}}\cos t\sin t\right)\right|_{t=0}^{t=2\pi }=3\pi r^{2}.}

## Pendul cicloidal
Dacă lungimea sa este egală cu jumătate din lungimea cicloidei, atunci corpul unui pendul suspendat de cuspida unei cicloide inversate, astfel încât firul rămâne între arcele adiacente cicloidei, descrie, de asemenea, o traiectorie cicloidală. Un astfel de pendul cicloidal este izocron, indiferent de amplitudine.

## Curbe înrudite
Există câteva curbe care sunt înrudite cu cicloida. Dacă punctul fix nu se află pe cerc, obținem o cicloidă curtată și o cicloidă prolată. În primul caz, punctul care trasează curba se află în interiorul cercului, iar în al doilea caz, în afara lui. O trohoidă se referă la orice cicloidă, cicloida curtată și cicloida prolată. Dacă dreapta pe care se rostogolește cercul este înlocuită cu un cerc arbitrar, se obține o epicicloidă (un cerc se rostogolește pe exteriorul unui alt cerc, punctul se află pe cercul care se rostogolește), o hipocicloidă (un cerc se rostogolește în înteriorul unui alt cerc, punctul se află pe cercul care se rostogolește), o epitrohoidă (un cerc se rostogolește pe exteriorul unui alt cerc, punctul se află oriunde, dar fixat, față de cercul care se rostogolește) și o hipotrohoidă (un cerc se rostogolește în interiorul unui alt cerc, punctul se află oriunde, dar fixat, față de cercul care se rostogolește).
Aceste curbe sunt rulete cu un cerc care se rostogolește de-a lungul unei curbe uniforme. Cicloidele, epicicloidele și hipocicloidele au proprietatea că fiecare este similară cu evoluta sa. Dacă q este produsul curburii cu raza cercului generator, și având semnul + pentru epi- și - pentru hipo-, atunci raportul de similitudine dintre curbă și evoluta sa este 1+2q.